# Bilt
Bilt is een buurtschap ten zuidoosten van Stevensweert op het Eiland in de Maas in de Nederlandse gemeente Maasgouw. Ten oosten van de buurtschap ligt de Oude Maas en ten zuidoosten de Biltplas. Naar het noordoosten ligt de buurtschap Eiland.
Steden en dorpen:
Beegden · Brachterbeek · Heel · Linne · Maasbracht · Ohé en Laak · Panheel · Stevensweert · Thorn · Wessem

Buurtschappen: Baarstraat · Bilt · Brandt · Eiland · Osen · Pol · Santfort (deels) · Weerd

Voormalige gemeenten: Heel · Maasbracht · Thorn

Limburg: Steden en dorpen      Nederland: Provincies · Gemeenten